# Appuntamento con un angelo
Appuntamento con un angelo (Date with an Angel) è un film del 1987 diretto da Tom McLoughlin.

## Trama
Il giovane Jim Sanders lavora in un'azienda di cosmetici ed è in procinto di sposarsi con Patty, la viziatissima figlia del suo principale, l'ambizioso Ed Winston. Jim in realtà ha una passione nascosta come compositore musicale e non è felice dell'esistenza che conduce e, benché sinceramente affezionato a Patty, è convinto che il matrimonio gli garantirà una vita sì stabile dal punto di vista economico, ma anche grigia e infelice.
Una sera, Jim si trova alla festa di fidanzamento organizzata a casa di Patty, ma viene "rapito" dai suoi amici Don, George e Rex, che gli hanno preparato un addio al celibato in casa propria. Al termine della festa, Jim, stanco, va a dormire, ma viene svegliato da un rumore improvviso: si tratta di un angelo con le sembianze di una bellissima ragazza, precipitata sulla Terra a causa della collisione con un satellite che le ha spezzato un'ala. Passato il primo momento di stupore, Jim decide di nasconderla nel proprio appartamento e di curarle l'ala. Ciò si rivela difficile anche a causa del fatto che l'angelo non è in grado di parlare (pur comprendendo perfettamente ciò che Jim le dice), comunica usando la vocalità canora e non ha la minima dimestichezza con gli usi e i costumi umani.
Nonostante i tentativi di Jim di mantenere il segreto, i suoi amici e il suocero, Ed, finiscono con lo scoprire l'esistenza dell'angelo; successivamente, anche Patty scopre l'angelo e, credendola l'amante di Jim, pianta in asso il fidanzato. Nei giorni successivi, Jim cerca più volte di spiegare a Patty come stanno realmente le cose, senza alcun successo; il ragazzo, inoltre, deve vedersela con George, Don e Rex, intenzionati a catturare l'angelo per rivelarne l'esistenza al mondo e diventare famosi, e con Ed, che intende fare della creatura la nuova modella della propria azienda (al posto di Patty).
Dopo diversi tentativi, George, Don e Rex riescono a rapire l'angelo e Jim riesce a salvarla appena in tempo per evitare che i tre ne rivelino la vera natura nel corso di una conferenza stampa. A questo punto, Jim, che ormai inizia a provare qualcosa per l'angelo, si nasconde assieme a lei fuori città per tenerla al sicuro. Qualche giorno dopo, l'angelo guarisce e potrebbe fare ritorno in cielo, ma finge di non essere ancora in grado di volare per poter restare accanto a Jim, del quale ricambia i sentimenti; Jim però si rende conto che tra loro non potrà mai esserci nulla e la convince che è meglio per lei tornare al più presto in Paradiso, rimpiangendo solo di non poter trascorrere più tempo assieme.
Nel frattempo, gli amici di Jim, Ed e Patty scoprono il nascondiglio del ragazzo e lo raggiungono: Ed, George, Don e Rex sono decisi a catturare l'angelo, mentre Patty, vittima di una crisi isterica dietro l'altra, si presenta armata di fucile, intenzionata a vendicarsi di Jim per averla "tradita" con la creatura. Sul posto accorrono anche i genitori di Jim, preoccupati per il figlio. Nel caos che segue, Jim cade vittima di un fortissimo attacco di emicrania, di cui soffre da diverso tempo, e perde i sensi; l'angelo interviene per salvarlo e offre una dimostrazione dei propri immensi poteri ai danni di Patty ed Ed, che scappano terrorizzati.
Jim viene ricoverato in ospedale, dove si scopre che le sue emicranie sono causate da un tumore al cervello da cui è affetto da tempo e che ormai è all'ultimo stadio. Jim, in punto di morte, viene visitato un'ultima volta dall'angelo e il ragazzo comprende che il loro incontro non è stato casuale: lei è in verità l'Angelo della Morte ed era venuta la sera della festa per portarlo via, ma l'incidente l'ha privata dei suoi poteri, impedendole di compiere la propria missione. Anziché prendere la sua anima, l'angelo prega per la salvezza di Jim, esprimendo inoltre il desiderio di potergli stare accanto, e la sua preghiera viene esaudita: il ragazzo guarisce e l'angelo, ora una normale donna umana in grado di parlare, ritorna da lui, rassicurandolo che ora avranno tutto il tempo che vogliono per stare assieme e comporre buona musica. I due, felici, si abbracciano e si scambiano un bacio.

## Riprese
La pellicola è stata girata in North Carolina fra Wilmington, Burgaw e Carolina Beach.